# Guillermo Rosales
Pour les articles homonymes, voir Rosales (homonymie).
Guillermo Rosales, né en 1946 à la Havane et mort suicidé en 1993 à Miami, est un écrivain cubain. Après un double exil, fuyant d'abord la dictature de Batista puis celle de Fidel Castro, Rosales écrit sur l'indifférence qui existe parmi la société américaine sur les désillusions qui s'abattent sur les immigrés cubains installés en Floride, les Cubano-Américains, qui échouent à concrétiser le Rêve américain. Il devient ainsi l'un des plus grands écrivains cubains de la seconde moitié du xxe siècle, à l'instar de Carlos Montenegro et de Reinaldo Arenas.

## Biographie
Il vit en marginal du fait de sa schizophrénie. Journaliste et écrivain pendant qu'il vit à Cuba, il connaît une célébrité précoce avec son roman El Juego de la Viola, paru en 1967, qui lui permet d'être finaliste du prix Casa de las Américas, prix attribué par la fondation Casa de las Américas fondée par Fidel Castro. Mais en 1979, il fuit le régime castriste et s'exile à Miami, où il disparaît de la vie publique. Il passe le reste de sa vie dans des « halfway houses (en) », sorte de maisons d'insertion, « refuges de marginaux où les désespérés vont ». Cette expérience lui donne la matière pour rédiger son œuvre la plus connue, parue en espagnol sous le titre initial de « The Halfway House » puis reparue sous le titre de Boarding home. Ce roman lui vaut en 1987 de se voir décerner le prix « Letras de Oros », décerné par le poète mexicain Octavio Paz, prix Nobel de littérature.
Rosales se suicide à Miami en 1993, à l'âge de 47 ans. Il avait auparavant détruit la majeure partie de son œuvre. Seuls les deux romans parus précédemment lui survivent.

## Œuvres
- 1967 : El Juego de la Viola
- 1987 : The Halfway House, paru en français sous le titre Mon ange

The Halfway House a été, après sa traduction en anglais en 2009, plébiscité pour son style lapidaire et son analyse sans concession des personnages. Publishers Weekly l'a encensé[source insuffisante], le qualifiant de « cousin nihiliste du Vol au-dessus d'un nid de coucou » de Ken Kesey. En France, Marc Weitzmann fait l'éloge du livre dans Les Inrockuptibles.